# تبلو نیوکونگ
تبلو نیوکونگ (انگلیسی: Tebello Nyokong؛ زادهٔ ۲۰ اکتبر ۱۹۵۱) دانشمند در زمینه درمان سرطان اهل لسوتو است.
او اکنون مشغول تحقیق در زمینه درمان فوتودینامیک است، که یک روش جایگزین نوین برای درمان سرطان محسوب می‌شود و به جای شیمی‌درمانی استفاده می‌شود. در سال ۲۰۰۷، او یکی از سه دانشمند برجسته‌ای بود که بیشترین مقالات علمی را در آفریقای جنوبی منتشر کرد.

## دوران کودکی و تحصیلات
"تو باور داری که می‌توانی همسر و مادر باشی و در عین حال نان‌آور خانواده و فردی مفید برای جامعه. و چنین خواهی بود." – تبلو نیوکونگ

تبلو نیوکونگ در ماسذو، لسوتو، در ۲۰ اکتبر ۱۹۵۱ به دنیا آمد اما بیشتر دوران کودکی و نوجوانی خود را در آفریقای جنوبی سپری کرد.
نیوکونگ از پیشینه‌ای فقیر و شرایط دشوار برخوردار بود. پس از فرستاده‌شدن نزد پدربزرگ و مادربزرگش در کوهستان‌های لسوتو، دوران کودکی خود را میان مراقبت از گوسفندان و رفتن به مدرسه تقسیم کرد. نیوکونگ می‌گوید که یک روز را در مدرسه و روز دیگر را با گوسفندان سپری می‌کرد، زیرا کسی باید از آنها مراقبت می‌کرد. او نامه‌ای باز منتشر کرد که خطاب به خود ۱۸ ساله‌اش نوشته بود. این نامه بازتابی بود از این که، با وجود سختی‌ها، تلاش‌های او باعث موفقیت در ریاضیات و علوم شده و ثابت کرد که فقر مادی معادل با فقر فکری نیست. او به خود یادآوری کرد که باید به ذهن مستقل خود اعتماد کند و تحت تأثیر همسالان یا انتظارات اجتماعی قرار نگیرد. عشق و اراده‌اش نسبت به علم او را به یک حرفهٔ رضایت‌بخش هدایت کرد، به علاوه خانواده‌ای تشکیل داد و در جامعه مشارکت کرد.
دو سال پیش از سال پایان دبیرستان، نیوکونگ رشته خود را از هنر به علوم تغییر داد و علاقه‌اش به شیمی شکل گرفت. او مدرک گواهی مدرسه کمبریج خود را در سال ۱۹۷۲ دریافت کرد. نیوکونگ در سال ۱۹۷۷ مدرک کارشناسی خود را در رشته‌های شیمی و زیست‌شناسی از دانشگاه ملی لسوتو دریافت کرد و در سال ۱۹۸۱، مدرک کارشناسی ارشد شیمی را از دانشگاه مک‌مستر در انتاریو، کانادا به دست آورد. در سال ۱۹۸۷، او مدرک دکترای خود را در رشته شیمی از دانشگاه وسترن انتاریو دریافت کرد. پس از دریافت دکترای خود، او بورسیه برنامه فولبرایت را برای ادامه تحصیلات پسادکترا در دانشگاه نوتردام ایالات متحده دریافت کرد.

## حرفه
پس از اتمام بورسیه فولبرایت در ایالات متحده، نیوکونگ برای مدت کوتاهی به لسوتو بازگشت و در دانشگاه لسوتو مشغول به کار شد. سپس در سال ۱۹۹۲ به عنوان مدرس در دانشگاه رودز فعالیت خود را آغاز کرد. بنیاد ملی پژوهش به نیوکونگ رتبه بالایی داد و به او کمک کرد تا آزمایشگاه پژوهشی در دانشگاه رودز تأسیس کند. به‌زودی، او از مدرس به استاد و سپس به استاد ممتاز ارتقا یافت. او به دلیل تحقیقات خود در زمینه نانوفناوری و همچنین کارهایش در درمان فوتودینامیک شهرت دارد. تحقیقات پیشگامانه او در زمینه درمان فوتودینامیک راه را برای روش‌های ایمن‌تر تشخیص و درمان سرطان هموار می‌کند، بدون عوارض جانبی ناتوان‌کننده شیمی‌درمانی.
گروه تحقیقاتی نیوکونگ مشغول توسعه داروهای نانوی چندمنظوره است که برای تشخیص و درمان استفاده می‌شوند. این داروها از طریق اتصال شیمیایی ذرات فلزی، مغناطیسی یا نیمه‌هادی به حساس‌کننده‌های نوری فتالوسیانین طراحی شده‌اند. این نانوذرات به لطف اثر افزایش نفوذپذیری و تجمع قابلیت تجمع در محل‌های هدف را دارند. تغییرات در گروه‌های عاملی این نانوذرات امکان استفاده به عنوان حساس‌کننده نوری یا حامل‌ها را فراهم می‌کند، و ابزاری درمانی چندمنظوره ایجاد می‌کند. این ابزار می‌تواند طیف گسترده‌ای از نور را جذب کند و آن را به گونه‌های فوتوتوکسیک درون سلول‌های سرطانی تبدیل کند، که باعث تخریب هدفمند با شدت نور کم و دوزهای پایین دارو می‌شود. نیوکونگ همچنین به چالشی جذاب در این حوزه اشاره کرده است: توسعه مواد هیبریدی که به عنوان فوتوکاتالیست عمل کنند، ارزش درمانی و مقاومت در برابر میکروب‌ها را ارائه دهند، و در عین حال به عنوان آلاینده محیط زیست عمل نکنند.
در سال ۲۰۱۴، نیوکونگ استاد دانشگاه رودز در گراهامزتاون بود. او موضوع یک پرتره عکاسی برای مجموعه ۲۱ آیکون اثر آدریان استیرن قرار گرفت. این پرتره او را در نقش دوران کودکی‌اش به عنوان یک چوپان تصور می‌کرد، اما اکنون چوپان بزرگسال شده و او لباس سفید شیمی‌دان‌ها را پوشیده است. نسخه‌هایی از این تصویر برای اهداف خیریه فروخته شدند.
در سال ۲۰۲۱، نیوکونگ مقاله‌ای را در نیچر متریالز با موضوع چالش‌های پیش روی پژوهشگران در آفریقا، به همراه نویسندگان دیگر، منتشر کرد. او و همکارانش بیان کردند که اگرچه دولت هزینه‌های مربوط به حقوق دانشگاهی و نگهداری اولیه را تأمین می‌کند، اما برای تأمین منابع بیشتر جهت حمایت از خود پژوهش‌ها، همکاری با شرکای بین‌المللی ضروری است. آنها همچنین اشاره کردند که تلاش‌های مشترک یک جامعه علمی یکپارچه‌تر را تقویت می‌کند و نیاز به تلاش بیشتری برای پر کردن شکاف میان پژوهش‌های آکادمیک و محصولات قابل عرضه در بازار، که به عنوان شکاف نوآوری شناخته می‌شود، وجود دارد.